# Birinci Divizionu 1999/2000
Die Birinci Divizionu 1999/2000 war die neunte Saison der zweithöchsten Fußball-Spielklasse Aserbaidschans.

## Modus
Die vier Mannschaften spielten jeweils viermal gegeneinander; zweimal zuhause und zweimal auswärts. Damit bestritt jedes Team 12 Spiele. Der Tabellenerste stieg in die Premyer Liqası auf.

## Vereine
| Verein           | Stadt |
| ---------------- | ----- |
| FK Şahdağ Quba   | Quba  |
| FK Shafa Baku II | Baku  |
| HHQ-Şahin Baku   | Baku  |
| FK Şahdağ-Samur  | Qusar |

## Abschlusstabelle
| Pl. | Verein              | Sp. | S | U | N | Tore    | Diff. | Punkte |
| --- | ------------------- | --- | - | - | - | ------- | ----- | ------ |
| 1.  | FK Şahdağ Quba      | 12  | 6 | 3 | 3 | 014:120 | +2    | 21     |
| 2.  | FK Shafa Baku II    | 12  | 5 | 3 | 4 | 011:110 | ±0    | 18     |
| 3.  | HHQ-Şahin Baku (N)  | 12  | 5 | 2 | 5 | 015:110 | +4    | 17     |
| 4.  | FK Şahdağ-Samur (N) | 12  | 2 | 2 | 8 | 009:210 | −12   | 08     |

| (N) | Neuling |

- Das Spiel Şahdağ-Samur gegen HHQ-Şahin Baku wurde mit einer 0:3-Niederlage für beide Teams gewertet. Gesamt stehen daher den 18 Siegen 20 Niederlagen gegenüber, bei einem Torverhältnis von 49:55.